# 軌道短半径

楕円の軌道長半径（赤色）と軌道短半径（青色）

軌道短半径(Semi-minor axis)は、幾何学において、楕円や双曲線等の円錐曲線と関連する線分である。軌道長半径と直交し、一端を円錐曲線の中心に置く。曲線の対称軸の1つでもあり、楕円においては短い方、双曲線においては双曲線と交わらない方である。

## 楕円
楕円の軌道短半径は、楕円の中心（焦点の間を結ぶ線分の中心）から楕円の端まで伸びる。軌道短半径は、短軸の半分の長さである。短軸は、長軸と直交して楕円の端を結ぶ線分のうち最も長いものである。
軌道短半径bは、軌道離心率{\displaystyle e}、半通径{\displaystyle l}を用いて、軌道長半径{\displaystyle a}と以下のような関係がある。
{\displaystyle {\begin{aligned}b&=a{\sqrt {1-e^{2}}}\\al&=b^{2}\end{aligned}}}

楕円の軌道短半径は、焦点からの距離の最大値{\displaystyle r_{\mathrm {max} }}と最小値{\displaystyle r_{\mathrm {min} }}、即ち焦点から長軸の末端までの距離の幾何平均である。
{\displaystyle b={\sqrt {r_{\mathrm {max} }r_{\mathrm {min} }}}.}
放物線は、lを変えずに、1つの焦点を固定してもう1つを一方向に任意に遠くに動かすことで得られる。従ってaもbも無限大になるが、aの方がbよりも速く大きくなる。
軌道短半径の長さは、以下の式でも表される。
{\displaystyle 2b={\sqrt {(p+q)^{2}-f^{2}}}}
ここで、fは焦点の間の距離、pとqはそれぞれの焦点から楕円内の点までの距離である。

## 双曲線
双曲線では、2bの長さの共役軸または短軸が楕円の短軸に相当し、2つの頂点を結んだ主軸または長軸に垂直な線として描くことができる。短軸の端点(0, ±b)は、双曲線の頂点の上下の漸近線の高さの位置にある。長さbであるどちらの短軸の半分も軌道短半径と呼ばれる。
軌道長半径の長さ（中心から頂点まで）をaとすると、軌道短半径と軌道長半径の長さは次の式で表される。
{\displaystyle {\frac {x^{2}}{a^{2}}}-{\frac {y^{2}}{b^{2}}}=1.}
軌道短半径と軌道長半径の長さは、以下のように軌道離心率を用いて関連づけられる。
{\displaystyle b=a{\sqrt {e^{2}-1}}.}
双曲線においては、bの値はaの値よりも大きいことに留意する必要がある。